# John Forster
John Forster (?, 1886. április 16. – Biel/Bienne, 1952. augusztus 18.) svájci nemzetközi labdarúgó-játékvezető.

## Pályafutása

### Nemzeti játékvezetés
Tanulmányai mellett Angliában futballozott, majd Svájcba ment dolgozni illetve futballozni. Szabályismeretének köszönhetően egyre több alkalommal kérték fel mérkőzés irányítására. Sportvezetőinek javaslatára lett a svájci bajnokság játékvezetője.

### Nemzetközi játékvezetés
A Svájci labdarúgó-szövetség Játékvezető Bizottsága (JB) 1917-ben terjesztette fel nemzetközi játékvezetőnek, a Nemzetközi Labdarúgó-szövetség (FIFA) bíróinak keretébe. Több nemzetek közötti válogatott és klubmérkőzést vezetett. Az aktív nemzetközi játékvezetéstől 1923-ban búcsúzott. Válogatott mérkőzéseinek száma: 6.

## Magyar vonatkozás
| Időpont          | Helyszín                           | Mérkőzés típusa         | Mérkőzés                 | Eredmény | Nézők száma |
| ---------------- | ---------------------------------- | ----------------------- | ------------------------ | -------- | ----------- |
| 1923. március 4. | Comunale (Marassi) Stadion, Genova | 89. válogatott mérkőzés | Olaszország–Magyarország | 0 : 0    | 20 000      |

## Külső hivatkozások
- John Forster. World Referee. [2016. március 4-i dátummal az eredetiből archiválva]. (Hozzáférés: 2012. május 13.)
- John Forster. footballzz.com. (Hozzáférés: 2012. május 13.)
- John Forster. footballdatabase.eu. (Hozzáférés: 2012. május 13.)
- John Forster. eu-football.info. (Hozzáférés: 2012. május 13.)
- John Forster. iffhs.de. (Hozzáférés: 2012. május 13.)